# عبد الكريم كرومة
عبد الكريم كرومة مطرب سوداني بارز من رواد الأغنية السودانية المعاصرة الذين ساهموا في نشأتها وتطويرها في مراحل متقدمة.

## الميلاد والنشأة
ولد كرومة واسمه الأصلي عبد الكريم عبد الله مختار في عام 1905 م بمدينة أم درمان بالسودان. وكرومة هو لقب اطلقته عليه أمه بعد انبهارها بالإستقبال الحاشد الذي اقيم للورد كرومر المندوب السامى البريطانى للسودان في مصر والذي كان في زيارة للسودان عام 1922 . وقد ارادت لإبنها أن يشتهر كشهرة كرومر وحرف اللقب كرمر إلى كرومة ليتسق إتيمولوجياً مع الأسماء السودانية.
ينتمي عبد الكريم كرومة من جهة والده إلى إسرة آل شيخ العرب العبادي، وهي إحدى الأسر المشهورة في أم درمان قديماً والتي ينتمي إليها أيضاً فنان موسيقى الحقيبة السودانية الشهير محمد أحمد سرور. وكان عبد الله مختار والد كرومة يعمل فنياً في إصلاح الساعات وبيعها.
وقد وصفه الشاعر الغنائي السوداني عمر البنا بأنه كان مربوع القامة أقرب للقصر أسمر لون البشرة ممتلئ الجسم في غير ترهل، وسيم الطلعة شديد الشبه بأبيه وكأنه توأمه وكان على خديه وشم « شلوخ » عريضة، وعُرِفَت عنه أناقته إلى حد المغالاة في ملابسه التي كان يشتريها من الأنواع الغالية بمحلات الملابس بالسوق الأفرنجي في الخرطوم والذي كانت تباع فيه السلع الإنجليزية المستوردة. كذلك عُرف عنه حرصه الشديد على اقتناء العطور الراقية واستخدامها حتى أن محلات «الشبراويشى» المصرية في القاهرة قد اختارت صورته ضمن صور ثلاثة شخصيات سودانية بارزة لوضعها على قوارير منتجاتها من العطور المصدرة للسودان والشخصيتين الأخريين هما السيد عبد الرحمن المهدي زعيم طائفة الأنصار والسيد علي الميرغني زعيم طائفة الختمية كما كانت هنالك أباريق وأكواب في السودان تحمل صورة كرومة.

## التعليم والحياة المهنية
تلقى كرومة تعليمه الأولي في خلوة الفكي عبد الرحمن بمسقط رأسه لتعلم مباديء الكتابة وحفظ آيات القرآن وبعد بلوغه السن القانونية للتعليم الحكومي العام التحق بمدرسة الهجرة الأولية، ثم نقل إلى مدينة عطبرة لتعلم مهنة النجارة بقسم النجارين التابع لورشة السكة الحديدية هناك، لكنه سرعان ما غادر عطبرة عائدا إلى أم درمان حيث فتح محلاً لغسيل الملابس وكيّها، كذلك عمل في طلاء جدران المباني لفترة من الزمن قبل أن يتفرغ نهائيا لفن الطرب والغناء وامتهانه.

## بداياته الفنية
يعود عشق كرومة للموسيقى إبان فترة صباه عندما كان يسمع والدته المطربة مستورة بنت عرضو، وهي تؤدي الأغانيات الشعبية. وبدأ تجربة الغناء وهو لم يتجاوز سن الرابعة عشر، وبعد ذلك صار يغني لزملائه في المدرسة. ثم لرفقائه في نادي كرة القدم بعد أداء التمارين الرياضية. فقد كان كرومة لاعباً في نادي الهلال السوداني.
وقد تأثر كرومة في بداية ولوجه إلى عالم الموسيقى والغناء بمنشدي المدح والإنشاد الديني في حلقات المديح النبوي بحي السيد المكي بأم درمان الذي كان يقطنه وقد كان من ضمن قراء قصائد المدح النبوي وزعماء الصوفية والمنشدين في جناح طائفة الختمية اثناء احتفالات المولد النبوي في ميدان المولد في أم درمان.
ووفقاً لمبارك المغربي فقد تميز كرومة بالهدوء والحياء الشديد والسلوك المهذب، وكان يحرص على سماع أغاني الفنانين الرواد الذين سبقوه أمثال محمد أحمد سرور، وعمر البنا، وعلي الشايقي، الذين كانت لهم اسطوانات في مكتبة الإذاعة السودانية والأمين برهان.
يقول الشاعر العبادي «إن من اوائل الذين زاملوا سرور في فرقته الغنائية الأمين برهان، وفي العام 1926م انضم كرومة إلى الفرقة على يد سرور وكان بعدما استقل فنياً عنه، يقتدي به في حسن الهندام وإحكام الصنعة واتقان الألحان والروايات وتجويدها وحسن سباكتها».

## أعماله الموسيقية والغنائية
قدم كرومة عدداً كبيراً جداً من الأغنيات  وتعامل مع العديد من شعراء الأغنية السودانية ومن بينهم الشاعر سيد عبد العزيز (59 أغنية اشهرها أغنية أنا ما معيون) ومحمد بشير عتيق (25 قصيدة منها قصيدتي ناعس الأجفان وأرجوك يانسيم)، والشاعر أبوصلاح (21 قصيدة منها قصيدة جوهر صدر المحافل) وعمر البنا (20 قصيدة منها زهرة الروض)، وعبد الرحمن الريح (7 قصائد) وعبيد عبد الرحمن والعبادى وغيرهم.

## دوره في تطوير فن الغناء في السودان
إلى جانب أدائه الجيد للغناء كان كرومة يجيد التلحين وقدم فيه أعمالاً نالت شهرة وسط جمهور المستمعين واستحسانهم منها أغنيتي أنا ما معيون، ويا السمحة أم عجن، والتي لحن كلماتهما كرومة على إيقاع راقص مستفيدا من المامه بإيقاعات إنشاد الطريقة الصوفية الإسماعيلية التي تقع زاويتها جوار منزله وكان هذا الإتجاه الإيقاعي بمثابة نقلة نوعية لإغنية الحقيبة من
الغناء البطئ الرتيب إلى الغناء الكثير الحركة. وبدت الحان كرومة الجديدة تظهر بوضوح في أغنيات محمد أحمد سرور وعبد الله الماحي والأمين برهان وعلي الشايقى وأصبح كرومة مدرسة ألحان قائمة بذاتهالها ملامحها الخاصة وهياكلها. وفي هذا الصدد يذكر الفنان السوداني إسماعيل عبد المعين قائلا: عندما استمعت إلى كرومة أول مرة أحسست بأني أمام ثورة غنائية متمثلة في نبرة وقوة صوته قررت انه ليس امتدادا لمرحلة غنائية أو مدرسة كانت موجودة على الساحة من قبل بل هو شئ جديد يأسر القلوب بصوته وادائه كما يأسرها أيضا باخلاقه الرقيقة وقلبه الكبير واخلاصه وفائه لفنه».

## رحلاته الفنية الخارجية
زار كرومة مصر في عام 1929 م برفقة الشاعر عمر البنا، والفنان على الشايقى، والتوم عبد الجليل، وحدباي، ومحمد الأمين بادي، كما زارها في عام 1931 م مع الشاعر إبراهيم العبادي، والفنانان محمد أحمد سرور، والأمين برهان، ولم يسجل كرومة خلالهما أي عمل غنائي. وفي عام 1939 م زار مصر للمرة الثالثة بصحبة عمر البنا، والأمين برهان وأبو الجود، وسجل خلالها اسطوانات لحساب شركتي اوديون ومشيان بالقاهرة. وحققت اسطوانته دمعة الشوق التي صدرت في عام 1934 نجاحا في سوق التسجيلات الغنائية.

## وفاته
توفي كرومة في 29 يناير 1947 م، بمستشفى أم درمان قسم الباطنية بسبب التهاب في معدته أو ربما نتيجة إلتهاب رئوي حاد كما تذهب بعض الروايات.